# Sonic Youth
Sonic Youth was een experimentele noiserockband uit New York, opgericht in 1981 door Lee Ranaldo, Thurston Moore en Kim Gordon.
In hun vroege carrière werd de band voornamelijk gerekend tot een band uit de no wave-scene. Hun muziek houdt, conform de no-wave, geen rekening met muzikale conventies. Op dat vlak kregen ze vroeger het label punk opgespeld, enkel en alleen al voor hun kijk op muziek. Het negeren van die muzikale conventies uit zich onder andere in de manier waarop ze hun instrumenten bespelen. Het gebruik van schroevendraaiers, drumstokken, compleet verbouwde gitaren en alternatieve stemmingen vormt de basis van hun muzikale proces. Later richtte hun muzikale koers zich op een toegankelijker geluid. Sonic Youth is een van de grondleggers van veel moderne rockgenres als indierock, grunge, noiserock en postrock. Naast hun eigen muzikale prestaties vervulden zij tevens een invloedrijke voorhoedepositie bij het aandragen van nieuwe bands als Nirvana, Pavement, Sebadoh en meest recent Enon, Blonde Redhead, Liars die zij aantrokken als voorprogramma. Ook de Lo-Fi-beweging was een belangrijke factor waaraan zij ook hun eigen werk schatplichtig achten.

## Geschiedenis

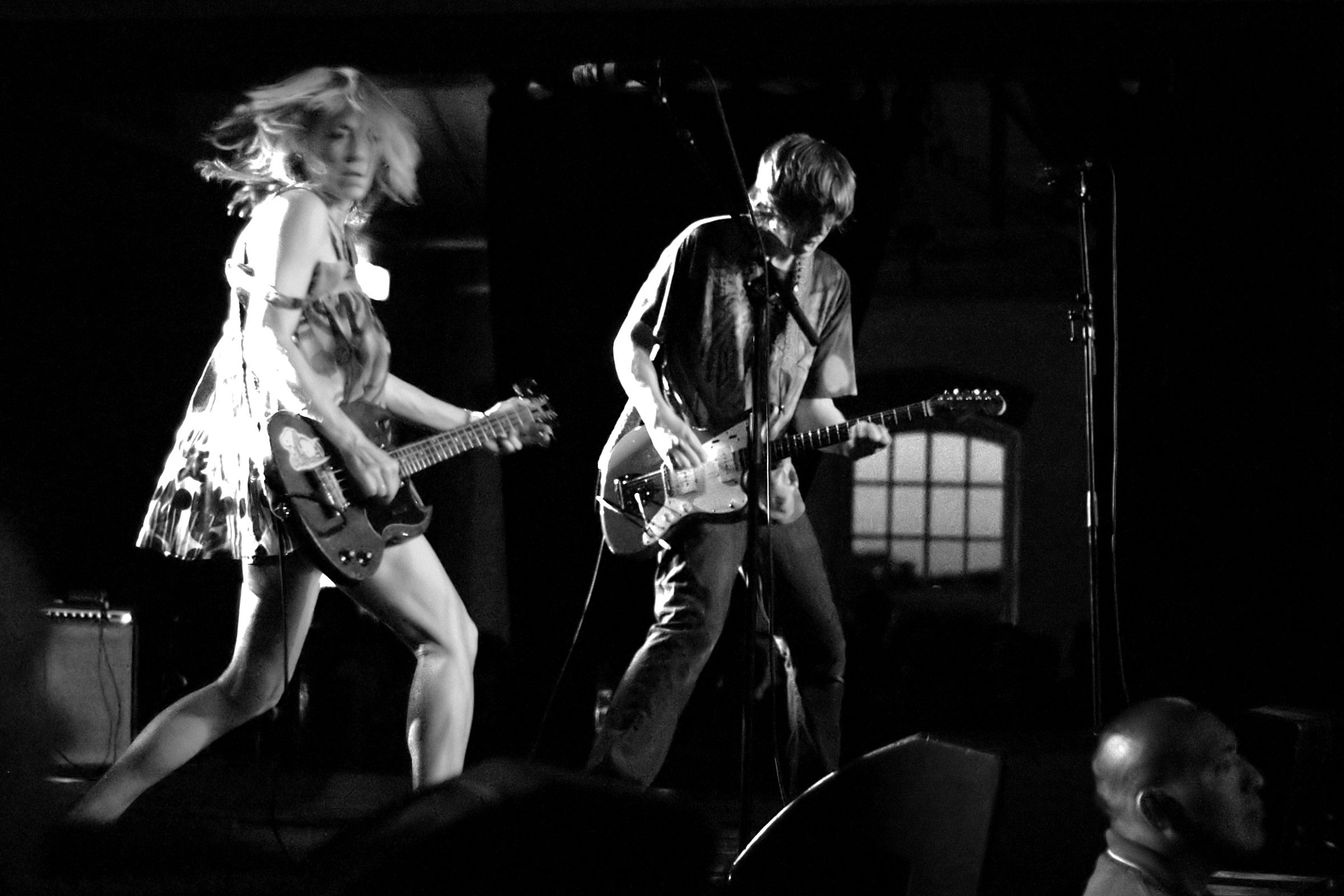
Gordon en Moore, Stockholm 2005

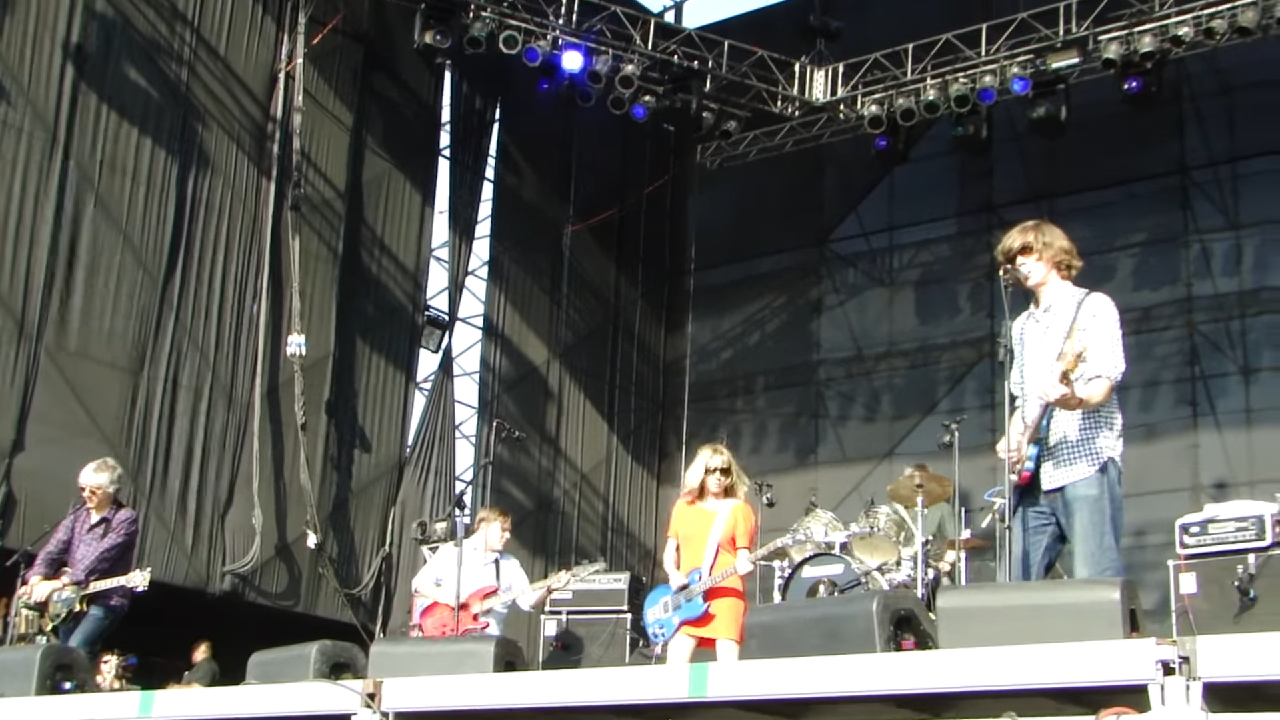
Sonic Youth 2011

### De vroege jaren 1981-1985
Opgericht in 1981 en naar eigen zeggen geïnspireerd door zware percussieve muziek, duurt het tot midden 1983 voor het Sonic Youth na diverse slagwerkers uitgeprobeerd te hebben met Bob Bert de juiste drummer gevonden heeft. Lee Ranaldo, die ooit nog eens deel uitmaakte van de Nasmak-afsplitsing Plus Instruments, Thurston Moore en Kim Gordon staan regelmatig met hun gitaren Glenn Branca terzijde in diens volumineuze symfonieën. Evenals Branca en Rhys Chatham houdt Sonic Youth zich in de beginjaren vooral bezig met op repetitieve structuren gebaseerde gitaarmuziek. Branca richt het label Neutral op en brengt als eerste release de debuut mini-lp Sonic Youth (album) uit. De band neemt vervolgens hun eerste volledige langspeler Confusion is Sex op met Wharton Tiers. Dit album neemt een radicaal andere wending dan zijn voorganger. Het mini-album is opvallend rustig en makkelijk luisterbaar in tegenstelling tot Confusion is Sex. Na Confusion is Sex neemt de band wederom een mini-album Kill Yr Idols op en toert tweemaal door Amerika samen met de band Swans. De twee tournees zijn zeer onsuccesvol. De band gebruikt voor hun opnames en live-optredens zwaar aangepaste gitaren die afwijkend gestemd staan en bewerkt zijn met drumstokken en schroevendraaiers, een techniek die later bekend zou worden als 3rd bridge. Door Village Voice recensent Robert Christgau werden de eerste platen van de band omschreven als Pigfucker music, samen met Big Black, Butthole Surfers en Pussy Galore. Thurston Moore kon daar niet om lachen en gaf de B-kant van de Kill Yr Idols single de titel I Killed Christgau with my Big Fucking Dick.
Op hun vierde album Bad Moon Rising zingt Lydia Lunch mee op het nummer Death Valley '69. Van dit nummer verscheen tevens een videoclip gemaakt door underground filmer Richard Kern.
Na de release van Bad Moon Rising verlaat drummer Bob Bert de band. Vóór de opnames van die plaat is hij al eens weggestuurd. Naderhand duikt hij op in veel andere New Yorkse band als Pussy Galore, Boss Hog, Chrome Cranks, Action Swingers, Knoxville Girls (met Kid Congo) en vormt zijn eigen band Bewitched. Als vervanger rekruteert Sonic Youth Steve Shelley, van punkband The Crucifucks, die geregeld tapes met opnames van zijn bandjes naar Moore opstuurt. Shelley was al langer een bekende van de band en woonde in het huis van Moore en Gordon wanneer de band op tour was. Tijdens een optreden van The Crucifucks in het New Yorkse CBGB’s wordt de transfer beklonken. Sonic Youth heeft een nieuwe drummer én een nieuw platencontract, bij Black Flag's onafhankelijke label SST.

### 1986-1989
Tussen de release van Bad Moon Rising (1985) en EVOL (1986) wijzigt Sonic Youth haar koers. EVOL volgt een toegankelijkere koers dan alle voorgaande platen. De vinylversie van EVOL eindigt in een lockgroove. De cd sluit echter af met een psychedelische cover van Kim Fowley’s ‘Bubblegum’, de B-kant van de ‘Star Power’ single.
Tijdens de opnames voor EVOL heeft Sonic Youth een rapsong opgenomen, Tuff Titty Rap en een Madonna-cover van Into the Groove, vol samples van het origineel. Eind 1986 verschijnen deze songs op de Into the Groovey-single die uitgebracht wordt onder de naam Ciccone Youth, naar Madonna’s achternaam. Op de A-kant staat een cover van haar Burnin’ Up, door ex-Minutemen- en fIREHOSE-bassist Mike Watt. De single wordt een undergroundhit en haalt de Engelse hitparade.
Thurston Moore, in een fanzine interview uit september 1987: Naar het schijnt heeft Madonna onze versie gehoord en vond ze het wel OK. We kennen haar, want ze ging ooit uit met een vriend van ons. En ze zat in een bandje met jongens van de Swans. Nee, ze ging niet uit met Michael Gira. We vonden haar een trut, want soms zag je haar op de schoot van die gast zitten, terwijl ze zat rond te kijken of geen interessanter iemand kon vinden. Toen ze een contract met Sire records kreeg, vreesden we het ergste. Haar eerste single was hilarisch slecht. Maar toen begon ze plots héél goeie songs te schrijven ...
In 1987 verschijnt het zesde album, Sister, waarop ze hun experimenten met het fuseren van pop en noise verder verfijnden. Het album wordt door de VPRO verkozen tot album van het jaar. Sister is een conceptalbum gebaseerd op een boek van cult sciencefictionschrijver Philip K. Dick. SST wilde een Sister-track als single uitbrengen, maar Sonic Youth stemde niet toe. Daarom werd snel Master Dik opgenomen: een hiphopparodie, met vette beats, gebaseerd op tape-loops van Kiss-songs en met J Mascis van Dinosaur Jr. op leadgitaar. Vooral de Ramones-cover op de B-kant, Beat on the Brat, slaat aan en er wordt een soort vervolg gemaakt: de Ciccone Youth langspeler The Whitey Album, dat pas in 1989 wordt uitgebracht. Het wordt door kenners gezien als hun rommeligste album vanwege de vele Spielereien, noise-experimenten, geluidsmanipulaties en humoristische uitstapjes. Kim Gordons karaoke-versie van Robert Palmers Addicted to Love wordt voorzien van een in een Karaoke-clip-hokje opgenomen low-budget videoclip.
Hun achtste album Daydream Nation (het uitstapje Ciccone Youth niet meegerekend) is een dubbel-lp en wordt over het algemeen beschouwd als hun meesterwerk. Het televisieprogramma Lolapalooza zond een live studiosessie uit op Nederland 3. Voor John Peel reisde de band af naar Groot-Brittannië om een coversessie te doen van vier nummers van The Fall, als eerbetoon aan Peels favoriete band. Daydream Nation is een behoorlijke hit, waardoor Geffen interesse toont om de band een major-contract aan te bieden met, tot dan toe zeer ongebruikelijk, totale vrijheid over eigen composities.

### Overstap naar Geffen: de grungejaren
Het album Goo uit 1990 is in de geschiedenis van Sonic Youth een omslagpunt. Het album verschijnt bij het major label Geffen Records. De stap naar een groter label maakten ze uit onvrede met de bijzonder beperkte verspreiding van hun platen tot dan. Sonic Youth wist bij deze overstap volledige artistieke vrijheid te behouden, wat als ongebruikelijk gold bij grote platenmaatschappijen. Daarnaast hadden ze een nevenfunctie om interessante nieuwe bands (onder andere Beck en Nirvana) aan te brengen bij het label. Fans van het eerste uur hebben kritiek en zijn bang dat de band met het commerciëlere geluid voor het grote geld gaat. Begin jaren negentig heeft Sonic Youth een vreemde leidersrol binnen de grungebeweging. Deze rol zal snel worden overgenomen door Nirvana, maar ook hierbij heeft Sonic Youth een groot aandeel, want zij zorgen ervoor dat Kurt Cobain met zijn band een contract kan tekenen bij een grote platenmaatschappij. Aan een van de opvallendste periodes uit de recente muziekgeschiedenis heeft Sonic Youth een flinke bijdrage geleverd. De invloed van grunge en dan vooral de nalatenschap van Kurt Cobain in het bijzonder, klinken nog steeds door in de hedendaagse popmuziek. Dit alles met hulp van Sonic Youth. Zij waren het immers die Nirvana meenamen als voorprogramma en, belangrijker nog, de band introduceerde bij DGC Records, het label van David Geffen. Door deze deal bij een major kon niets de opmars van Nirvana in de weg staan, maar ook de muziek van Sonic Youth uit die periode (grofweg 1990-1995) is makkelijk in te passen tussen alle welbekende grunge-albums van onder andere Nirvana, Pearl Jam en Soundgarden.
Het omslagpunt voor zowel voor Sonic Youth als voor Nirvana is in beeld gebracht in de video 1991: The Year Punk Broke, een documentaire uit 1992 van Dave Markey met onder andere optredens en backstage-beelden van Nirvana, Sonic Youth, Babes in Toyland en Dinosaur Jr.

### De jaren na de grunge
Na het grunge album Dirty richtte de band zich in de navolgende albums meer en meer op langgerekte sferische muziek, overeenkomstig met het destijds opkomende postrockgenre. Op Washing Machine is Kim Deal als gastzangeres te horen.
In 1996 richt de band hun eigen platenlabel op, om werk uit te kunnen geven zonder commerciële druk van een platenmaatschappij, Sonic Youth Records. Op dit label verschijnt voornamelijk werk van de band dat zich kenmerkt door een mix van vrije improvisatie en experimentele muziek.
In 1999 wordt hun tourbus met daarin een zeer groot deel van hun instrumentarium gestolen. Ongeveer in dezelfde periode vervoegt Jim O'Rourke zich bij de groep. Jim O'Rourke had hen reeds bijgestaan tijdens de opnames van NYC Ghost & Flowers. O'Rourke wordt na de productie van twee albums aangetrokken als vast lid, waar hij de functies van bassist en gitarist vervult. Met O'Rourke maakt de band twee albums: Murray Street en Sonic Nurse. In 2000 heeft de band een tour waarbij ze covers ten gehore brengen van bekende eigentijdse componisten als John Cage, Steve Reich, Christian Wolff; in 2001 zijn ze met dat programma te zien tijdens het Holland Festival waarbij de festivalorganisatie de Duitse componist Konrad Boehmer een compositieopdracht geeft voor de band. Van het tourneerepertoire werden naderhand twee cd's uitgegeven, Goodbye 20th Century 1 en 2.
In 2006 stapte Rourke in goede harmonie uit de band en wordt hij tijdens de tour vervangen door Mark Ibold van Pavement. Op het album Rather Ripped is de groep weer gereduceerd tot een kwartet. In 2007 deed de band een tour, waarbij ze het complete album Daydream Nation uitvoeren. In augustus 2007 bracht Thurston Moore zijn tweede solo-cd uit.
In juni 2008 kwam er de biografie Goodbye 20th Century: A Biography of Sonic Youth over de band uit, geschreven door muziekjournalist David Browne. In 2008 bracht de band twee albums uit bij hun eigen SYR-label en zegt hun contract op met Geffen Records voor hun hoofdalbums. Het album dat in voorjaar 2009 uitkwam, The Eternal, is verschenen op Matador Records.
De Nederlandse journalist Ronald Groenenboom stelt in opdracht van de band in 2009 een uitgebreide expositie Sensational Fix op van aan de band gerelateerde beeldende kunst. Aangekocht schilderijen uit eigen collectie van de bandleden, eigen beeldend werk van de leden, festival-affiches, albumcovers, fotografie. De bandleden hebben een voorkeur voor naoorlogse kunst en dit overzicht geeft inzicht in de parallellen van de muzikale esthetiek van de band in relatie tot die van de tentoongestelde beeldende kunst. Er verschijnt een 1000 pagina's dik boek van de tentoonstelling in meerdere oplagen gedrukt, omdat het bij verschijnen al direct uitverkocht was. De expositie werd gehouden in Kunsthalle Düsseldorf/Kunst im Tunnel en Malmö Konsthall en in 2010 in Centro de Arte Dos de Mayo in Madrid.

## Techniek

### Gitaarstemmingen

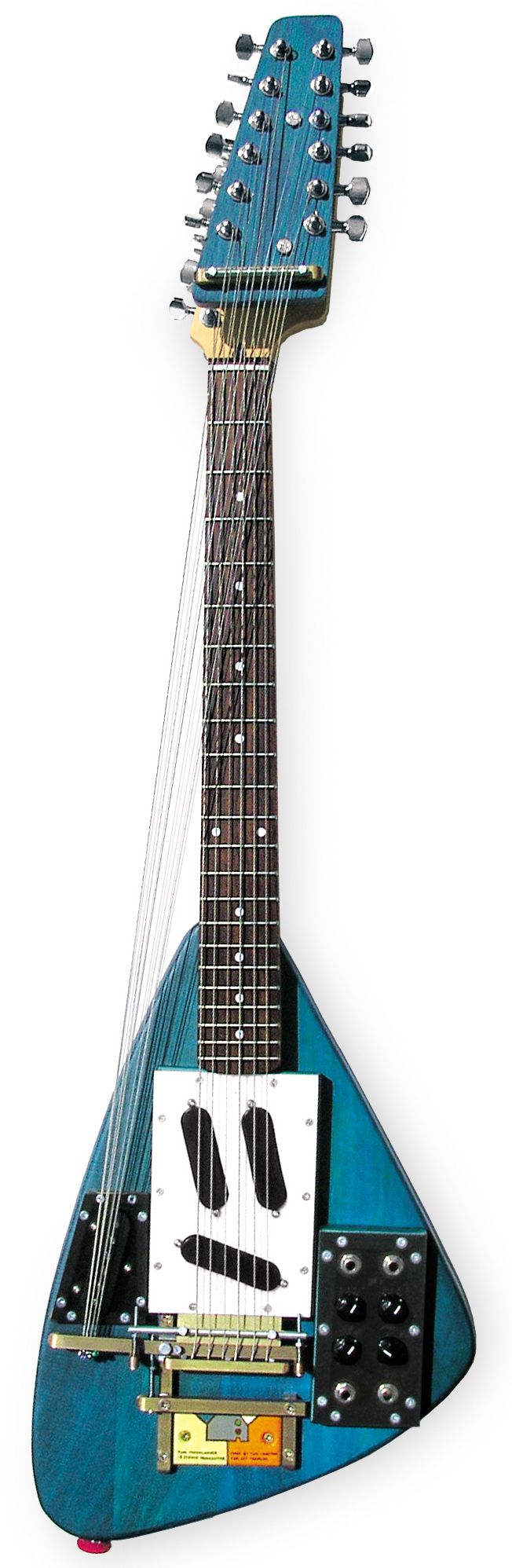
Moonlander, ontworpen door Yuri Landman voor Lee Ranaldo, 2007

De band maakt gebruik van een groot aantal gitaren waarop alternatieve stemmingen gehanteerd worden of zwaar aangepast/omgebouwd worden (zie prepared gitaar). De band is in het bezit van enkele honderden gitaren. Voor elk nummer worden andere gitaren gebruikt met specifiek op het nummer geschreven gitaarstemmingen.
De band gebruikt veel stemmingen waarbij de snaren subtiel naast elkaar gestemd worden om gewenst het zwevingseffect te laten ontstaan. Hierdoor bepaalt de klank van de gitaarsnaren de snelheid van de muziek. Het intro van Silver Rocket op Daydream Nation is hier een helder voorbeeld van.
Enkele voorbeelden van stemmingen:
- F# F# G G A A (Schizophrenia, Tom Violence, White Kross)
- D D D D A A (Schizophrenia, Catholic Block)
- G A B D E G (Teen Age Riot)
- A C C G G# C (Silver Rocket)
- C C E B G D (The Sprawl, Cross The Breeze)
- F# F# F# F# E B (Catholic Block, Kool Thing, Death Valley '69, Shadow Of A Doubt)
- E G D G E D (Dirty Boots, Titanium Expose, Tunic)
- C G D G C D (Rain On Tin, Plastik Sun, The Empty Page)

Ook hun schroevendraaiertechniek waarmee 3rd bridge geluiden geproduceerd worden geldt als een belangrijk onderdeel van hun klankkleur.
In 1998 werd een vrachtwagen met een groot deel van hun collectie gestolen. Veel gitaren waren vanwege hun grove aanpassingen zeer herkenbaar en later teruggevonden of opnieuw gekocht via Ebay.

### Circuit Bending
Jim O'Rourke is op een interview-video met Sonic Youth in een opengeschroefd chorus-pedaal aan het solderen terwijl die aangesloten is op een versterker op zoek zijnde naar klankveranderingen. Deze werkwijze wordt circuit bending genoemd.

## Waardering
In 2004 plaatste het Amerikaanse muziektijdschrift Rolling Stone Lee Ranaldo en Thurston Moore op nummer 33 en 34 van de Top 100 lijst beste gitarist aller tijden. Beide gitaristen gebruiken een grote verscheidenheid aan alternatieve speltechnieken, zoals onder andere scordatura, 3rd bridge-gitaar en feedback.

## Nevenprojecten
Alle bandleden zijn naast spelen in Sonic Youth zeer actief in allerlei wisselende nevenactiviteiten. Deze zijprojecten richten zich veelal op zeer experimentele, avant-gardistische instrumentale muziek met collega-muzikanten. Het aantal cd-uitgaven waaraan zij bijdragen leverden ligt boven de 300. In veel gevallen is dit 1 track of een gastoptreden als sessiemuzikant bij een gewaardeerde collega-muzikant.

### Kim Gordon
- Free Kitten met onder anderen Mark Ibold van Pavement
- Kim Gordon Quartet
- Mirror/Dash
- Eigen modemerk
- Schilderijen

### Thurston Moore
- Chelsea Light Moving
- Mirror/Dash
- Lucky Sperms
- Dim Stars met Richard Hell
- Dream Action Unit met onder anderen Chris Corsano
- Four Guitarists
- Diskaholics Anonymous Trio

### Lee Ranaldo
- Met William Hooker
- Drifters-project met zijn vrouw, video-art en muzikale improvisatie

### Steve Shelley
- Dim Stars
- Crucifucks
- Eigen platenlabel Smells Like Records waarop Lou Barlow en Blonde Redhead onder andere albums op uitgaven

## Bandleden

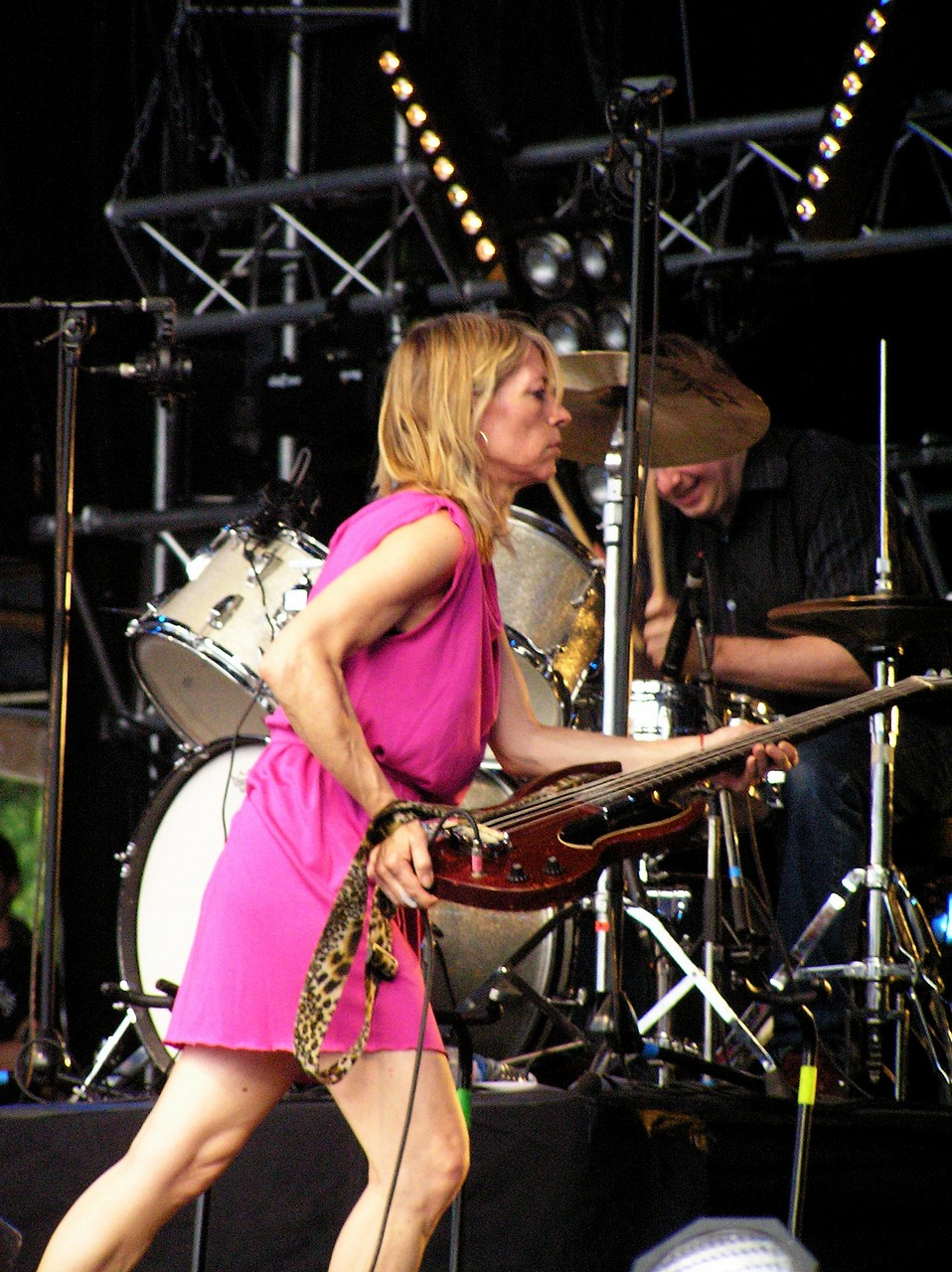
Kim Gordon in Le Rock Dans Tous ses Etats

- gitarist/zanger (ook wel Thury) Thurston Moore
- bassist/gitarist/zanger Kim Gordon
- drummer Steve Shelley
- gitarist/zanger Lee Ranaldo

## Ex-bandleden
- drummer Richard Edson (1981-1982)
- drummer Jim Sclavunos (1982-1983), verantwoordelijk voor een groot gedeelte van het drumwerk op Confusion is Sex
- drummer Bob Bert (1983-1985), drumde op Bad Moon Rising, maar werd na de Europese 'Bad Moon Rising' tournee vervangen door Steve Shelley
- bassist/gitarist/toetsenist Jim O'Rourke speelde mee van 2000 tot 2005

## Discografie
- Sonic Youth (Neutral/Zensor, 1982)
- Confusion Is Sex (SST, 1983) (in 1994 samen met Kill Yr Idols als één cd heruitgegeven)
- Kill Yr Idols (1983)
- Sonic Death - Early Sonic 1981-1983 (1983)
- Bad Moon Rising (Geffen Records, 1985)
- Made in USA (Rhino, 1986)
- EVOL (Geffen Records, 1986)
- Sister (Geffen Records, 1987)
- The Whitey Album (Blast First, 1988, als Ciccone Youth, met Suzanne Sasic, J Mascis and Mike Watt)
- Daydream Nation (Geffen Records, 1988)
- Mini Plot (SST, 1989)
- Goo (Geffen Records, 1990)
- Dirty (Geffen Records, 1992)
- Experimental Jet Set, Trash and No Star (Geffen Records, 1994)
- Screaming Fields of Sonic Love (Geffen Records, 1994) (verzamel-cd waarvan ook een video-versie is)
- Washing Machine (Geffen Records, 1995)
- Live in Holland (1995)
- Live in Texas (1996)
- SYR1 - perspectives musicales (SYR, 1997)
- SYR2 - muzikale vergezichten (SYR, 1997)
- A Thousand Leaves (Geffen_Records, 1998)
- Silver Session (For Jason Knuth) (SKR, 1998)
- SYR3 - muzikaj perspektivoj (SYR, 1998)
- SYR4 - Goodbye 20th Century 1 (SYR, 1999)
- SYR5 - goodbye 20th century 2 (SYR, 2000)
- NYC Ghosts & Flowers (Geffen Records, 2000)
- In The Fishtank 9 - Sonic Youth, ICP en The Ex (In The Fishtank, 2001)
- Murray Street (Geffen Records 2002)
- Sonic Nurse (Geffen Records, 2004)
- SYR6 - Koncertas Stan Brakhage Prisiminimui (SYR, 2005)
- Rather Ripped (Geffen Records, 13 juni 2006)
- The Destroyed Room: B-sides and Rarities (Geffen Records, 2006)
- SYR8 - Sonic Youth med Mats Gustafsson og Merzbow - Andre Sider Af Sonic Youth (SYR, 2008)
- The Eternal (Matador Records, 2009)

### Officiële Bootlegs
- The Wall Have Ears (1986) ( Not Records )
- 4 Tunna Brix (1990) ( Goofin' )
- Goo Demos (1991) ( Sonic Death (label) )
- Hold that Tiger ( 1991 ) ( Goofin' )
- Live at the Continental Club ( 1992 ) ( Sonic Death (label) )
- Cotton Crown (1993) ( Sonic Death (label) )
- Blastic Scene (1995) ( Moneyland )
- Live in Venlo (1995) ( Sonic Death (label) )

## Video's
- Live at Stache's (1985) (live) (Altavistic)
- Goo (video) (1991) (compilatie van clips) (DGC Records)
- Gila Monster Jamboree (1992) (live) (Sonic Death (label))
- 1991: The Year Punk Broke (1993) (live) (DGC Records/Geffen)
- Screaming Fields of Sonic Love (video) (1995) (compilatie van clips) (DGC Records/Geffen)
- The Sonic Compile (1998) (promo video) (Geffen)
- Corporate Ghost: The Videos 1990-2002 (2002) (compilatie van clips) (Geffen)
- Eurockeenne 2005 (2005) (Live) (MCM/Séquence SDP)

## Hitlijsten

### Albums
| Album met eventuele hitnotering(en) in de Nederlandse Album Top 100 | Datum van verschijnen | Datum van binnenkomst | Hoogste positie | Aantal weken | Opmerkingen       |
| ------------------------------------------------------------------- | --------------------- | --------------------- | --------------- | ------------ | ----------------- |
| Daydream nation                                                     | 1988                  | 12-11-1988            | 81              | 6            |                   |
| The whitey album                                                    | 1989                  | 04-02-1989            | 77              | 5            | als Ciccone Youth |
| Goo                                                                 | 1990                  | 21-07-1990            | 46              | 6            |                   |
| Dirty                                                               | 1992                  | 01-08-1992            | 43              | 10           |                   |
| Experimental jet set, trash and no star                             | 10-05-1994            | 28-05-1994            | 65              | 5            |                   |
| Washing Machine                                                     | 26-09-1995            | 14-10-1995            | 91              | 3            |                   |
| Sonic nurse                                                         | 08-06-2004            | 12-06-2004            | 98              | 2            |                   |
| The eternal                                                         | 05-06-2009            | 13-06-2009            | 90              | 1            |                   |

| Album met hitnotering(en) in de Vlaamse Ultratop 200 albums | Datum van verschijnen | Datum van binnenkomst | Hoogste positie | Aantal weken | Opmerkingen |
| ----------------------------------------------------------- | --------------------- | --------------------- | --------------- | ------------ | ----------- |
| Washing machine                                             | 26-09-1995            | 14-10-1995            | 38              | 2            |             |
| A thousand leaves                                           | 12-05-1998            | 16-05-1998            | 28              | 3            |             |
| Murray street                                               | 25-06-2002            | 29-06-2002            | 28              | 2            |             |
| Sonic nurse                                                 | 08-06-2004            | 19-06-2004            | 23              | 6            |             |
| Rather ripped                                               | 02-06-2006            | 24-06-2006            | 20              | 6            |             |
| Daydream nation                                             | 22-06-2007            | 18-08-2007            | 91              | 4            |             |
| The eternal                                                 | 2009                  | 13-06-2009            | 9               | 2*           |             |
| Smart bar - Chicago 1985                                    | 2012                  | 01-12-2012            | 182             | 1*           |             |